# 约翰·阿道夫·哈塞
约翰·阿道夫·哈塞（德語：Johann Adolph Hasse，1699年3月25日—1783年12月6日），德国作曲家。
哈塞共作有63部歌剧。他的作品延续了意大利正歌剧的传统，场面宏大，旋律优美，声乐技巧高超，演出效果很好，在当时非常受欢迎。但其作品迎合时尚的成分较大，在格鲁克的歌剧改革之后便基本退出了舞台。近年来他的部分歌剧又重新上演。

## 生平
哈塞的父亲是一位管风琴师，他少年时便加入了汉堡的歌剧团，1724年到那不勒斯，向A.斯卡拉蒂学习，掌握了意大利歌剧的创作方法，成为一名出色的歌剧作曲家。1731年到德累斯顿工作，同时到欧洲各地指挥自己的剧作上演，曾与格鲁克展开过竞争。晚年移居威尼斯，并在那里去世。

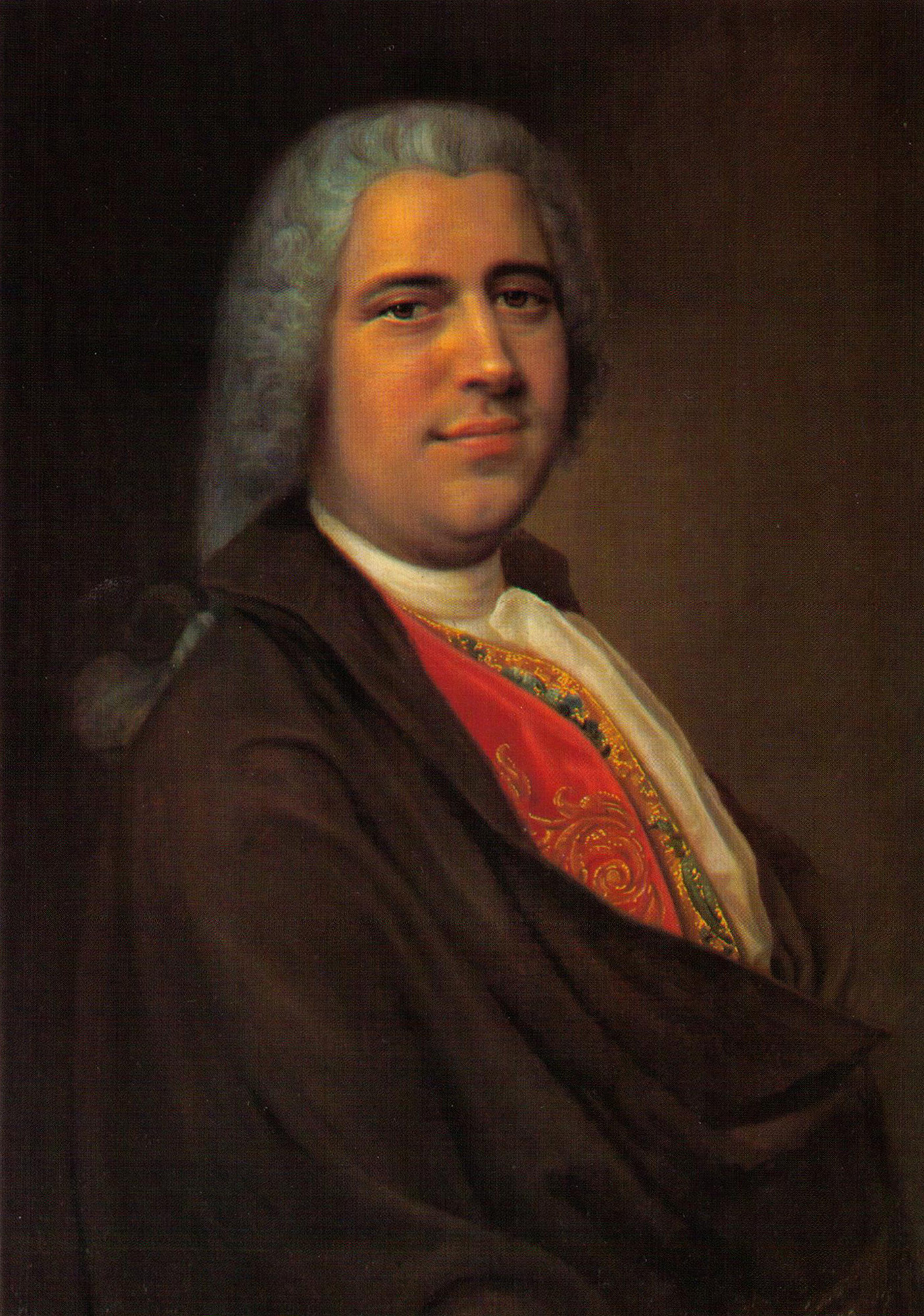

## 外部連結
- 约翰·阿道夫·哈塞的免费乐谱，由国际乐谱典藏计划提供
- 罗曼·罗兰音乐之旅